# Titanfall 2
Titanfall [ˈtaɪtən fɑ:l] 2 ist ein Computerspiel, das von Respawn Entertainment entwickelt und von Electronic Arts veröffentlicht wurde. Der Ego-Shooter ist die Fortsetzung von Titanfall (2014) und wurde am 28. Oktober 2016 weltweit für das Betriebssystem Windows sowie die Spielekonsolen PlayStation 4 und Xbox One veröffentlicht. In Titanfall 2 kontrollieren die Spieler Titanen, Exoskelette im Mech-Stil und ihre agilen Piloten mit Fähigkeiten wie Wandlaufen und Unsichtbarmachen. Die Einzelspieler-Kampagne spielt in einem Military-Science-Fiction-Universum und erzählt die Geschichte von Jack Cooper, einem Infanterist der Grenzmiliz, der sich nach einem Unfall mit dem Titan BT-7274 verbindet. Gemeinsam machen sie sich auf den Weg, um die Interstellar Manufacturing Corporation (IMC) davon abzuhalten, eine Massenvernichtungswaffe zu aktivieren.
Die zweijährige Spiele-Entwicklung begann Mitte 2014. Im Unterschied zum Vorgänger wurde das Spiel um eine Einzelspieler-Kampagne ergänzt, um die Käufergruppe zu erweitern. Das Entwicklerteam entwickelte verschiedene Ideen und Prototypen und integrierte sie zu einer kohärenten Kampagne. Das japanische Anime Suisei no Gargantia (2013) und Buddy-Filme sowie das Videospiel Half-Life (1998) inspirierten die Kampagne und Erzählung des Spiels. Das Team überarbeitete auch das Progressionssystem und nahm geringfügige Änderungen am Mehrspielermodus vor, um das Spiel fairer zu gestalten. Als Spiel-Engine kommt Valves Source-Engine zum Einsatz und wurde seit Titanfall weiterentwickelt. Stephen Barton komponierte die Musik und entwickelte das Sounddesign.
Das Videospiel erhielt positive Kritiken. Die Einzelspieler-Kampagne wurde für ihr Design und ihre Ausführung gelobt, ebenso wie die Mehrspieler-Modi, die auf der Grundlage des Vorgängerspiels aufbauen. Trotz der positiven Resonanz entwickelte sich Titanfall 2 kommerziell schlechter, da es in einem „überfüllten“ Release-Fenster verkauft wurde, das zwischen der Veröffentlichung der Triple-A-Shooter Battlefield 1 (21. Oktober 2016) und Call of Duty: Infinite Warfare (4. November 2016) platziert wurde. Das Spiel wurde für mehrere Auszeichnungen zum Jahresende nominiert, darunter Game of the Year und Best Shooter Awards, die mehrere Spielezeitschriften vergeben. Auch nach der Veröffentlichung entwickelte Respawn das Spiel weiter und stellte mehrere Updates und kostenlos herunterladbare Inhalte (DLC) zur Verfügung.

## Spielmechanik
Ähnlich wie sein Vorgänger ist Titanfall 2 ein First-Person-Shooter (FPS), bei dem Spieler sowohl einen Piloten als auch Exoskelette im Titan-Mech-Stil steuern können. Piloten verfügen über mehrere Fähigkeiten, die deren Effizienz im Kampf steigern. Dazu gehören Tarnen, Greifen und Parkouring, wie z. B. Doppelspringen und Wandlaufen mit Hilfe eines Raketenrucksacks. Diese Bewegungen können miteinander kombiniert werden, um schnell zwischen Standorten zu wechseln. Das Spiel führte mehrere neue Spielmechaniken ein:
- Ein Bewegungssystem, das es den Spielern ermöglicht, auf dem Boden zu rutschen,
- eine Pulsklinge, ein Wurfmesser, das die Position dichter Gegner offenbart,
- der Holopilot, ein holografischer Avatar, der die Aktion der Spieler nachahmt, um Feinde zu verwirren, sowie
- ein Greifhaken, der dazu verwendet werden kann, Spieler an einem Gebäude oder einem Feind, an dem er befestigt ist, zu schleudern.

Piloten verfügen über ein großes Arsenal an Gadgets und Waffen, wie Schrotflinten, Maschinenpistolen, Pistolen und Granaten, um Feinde zu bekämpfen. Gegner können aus unmittelbarer Nähe von hinten im Nahkampf angegriffen werden.
Titanen sind deutlich weniger mobil als Piloten, haben aber stärkere Schusswaffen und Rüstungen. Als Ersatz für die drei Klassen des ersten Titanfalls wurden sieben Titanen eingeführt – Ion, Scorch, Northstar, Ronin, Tone, Legion und Monarch. Ion verwendet ein Arsenal mit direkter Energie. Scorch führt Kämpfe mit Brandsätzen, Northstar zeichnet sich durch Langstreckenpräzisionsangriffe und das Setzen von Fallen aus und ist der einzige Titan mit der Fähigkeit zu schweben. Ronin ist auf den Nahkampf spezialisiert und benutzt eine Schrotflinte und ein Schwert. Tone konzentriert sich auf den Mittelstreckenkampf mit seinen zielsichernden Waffen. Legion verwendet eine Minigun, die für die Verteidigung und die Kontrolle von Kampfzonen entwickelt wurde. Schließlich wurde Monarch durch einen Downloadable Content (DLC) ergänzt – ein Vanguard-Class-Chassis, das anderen Titanen Energie stehlen kann, um ihren eigenen Verteidigungsschild zu verstärken. Die Titanen haben eigene Bewegungen, die sich von denen der Piloten unterscheiden – zum Beispiel können sie Angriffen seitlich ausweichen.

### Einzelspieler-Kampagne
Im Gegensatz zu seinem Vorgänger hat Titanfall 2 eine Einzelspieler-Kampagne mit einer Aufteilung des Gameplays zwischen der Führung des Titan und der Kontrolle des Piloten. Die Geschichte und das Leveldesign ist linear, doch können die Levels auf mehreren Wegen erkundet werden. Der Titan BT-7274 begleitet oft den Spieler. Unter dem Kommando des Spielers kann er dessen Waffenausrüstung ändern, um effizienter verschiedene Titan-Varianten zu bekämpfen. Die Ausrüstungen werden freigeschaltet, sobald am Ende eines Levels ein Endgegner besiegt wurde. Den Spielern ist es erlaubt, verschiedene Möglichkeiten zu nutzen, um Ziele zu erreichen und Feinde anzugreifen, wie z. B. Tarnung oder die Verwendung von Schusswaffen, die im Spiel bereitgestellt werden. Die Levels sind groß und es gibt mehrere Wege, aus denen die Spieler wählen können, um ihr Ziel zu erreichen. Das Spiel enthält auch Plattform-Elemente, die die Spieler zwingen, Coopers Parkour-Fähigkeiten zu nutzen, um Streckenrätsel zu lösen und in zuvor unzugängliche Gebiete zu gelangen. Einige Waffen sind levelspezifisch und können nur in bestimmten Regionen eingesetzt werden. Es gibt auch levelspezifische Spielmechanismen. So müssen die Spieler beispielsweise im fünften Level „Wirkung und Ursache“ mit einem Zeitsprunggerät in der Bewegung wiederholt zwischen Gegenwart und Vergangenheit wechseln, um Hindernisse zu überwinden. Die Spieler können aus Dialogoptionen auswählen und an bestimmten Stellen der Kampagne mit dem Titan kommunizieren. Der Einzelspielermodus verfügt zudem über eine Trainingsstrecke, die als Tutorial dient. Je schneller die Trainingsstrecke absolviert wird, desto höher ist die Platzierung auf einer Rangliste.

## Mehrspieler
Im Klasseneditor kann man seine persönlichen Piloten in mehreren zur Verfügung stehenden Slots individuell anpassen. Einerseits besteht die Möglichkeit, rein kosmetische Tarnungen für den Piloten und seine Waffen auszuwählen (evtl. muss man diese jedoch zunächst freischalten), andererseits kann man auch sein Spielerlebnis aktiv ändern, indem man sein Loadout anpasst: Primär- und Sekundärwaffen, spezielle Anti-Titan-Waffen, sog. „Piloten-Kits“, welche weitere Perks und Fähigkeiten mit sich bringen, sowie einen Boost, den man innerhalb einer Runde erspielen kann.
Der Mehrspieler-Modus führt ein Titan-Meter ein, das sich langsam füllt, während der Spieler das Spiel spielt. Es füllt sich schneller, wenn der Spieler einen Gegner tötet, Gegnern Schaden zufügt oder bestimmte Ziele erreicht. Wenn ein bestimmter Prozentsatz des Meters gefüllt ist, kann der Spieler einen Titan beschwören, der vom Himmel herab landet. Ein Titan kann Gegner zerquetschen, wenn er auf diesen landet. Wenn der Titan-Meter in einem Titan vollständig gefüllt ist, kann der Titan seine Kernfähigkeit nutzen, die viel mehr Schaden verursacht als typische Angriffe. Pilotspieler können Titanbatterien stehlen, was ihm Schaden zufügt. Der Akku kann auch auf einem freundlichen Titan mitgenommen und eingesetzt werden, indem man seinen Schild auflädt und den Titan-Meter füllt. Spieler können ihren Titan jederzeit verlassen. Er wird weiterhin Gegner in der Nähe im „Follow-Modus“ angreifen, wo der Titan dem Piloten so nah wie möglich folgt. Spieler können ihn auch in den „Guard-Modus“ versetzen und er bleibt an seinem Platz.
Spieler verdienen „Meriten“ basierend auf ihrer Leistung in einem Mehrspielerspiel, unabhängig davon, ob ihr Team gewinnt oder verliert. „Meriten“ sind Erfahrungspunkte durch die Teilnahme am Spiel oder den Zugang zu Freischaltungen. Die Spieler müssen „Meriten“ sammeln, um die Stufe zu erreichen, die zusätzliche Waffen, Fähigkeiten und mehr freischaltet. Es gibt auch andere Möglichkeiten, sich „Meriten“ zu verdienen, wie das Überleben in der Evakuierungsphase, wenn die Mannschaft der Spieler ein Spiel verliert. Spieler können auch Credits verdienen, eine Form der Währung, mit der sie Waffen, Boosts, Titanen oder Fähigkeiten kaufen können, bevor sie freigeschaltet werden. Diese können verdient werden, indem man „Meriten“ gewinnt und Herausforderungen meistert. Die Anpassungsmöglichkeiten des Spiels haben sich im Vergleich zu Titanfall deutlich erweitert. Die Outfits und Waffen der Spieler sowie das Aussehen der Titanen und die Kampfeffizienz können umfassend angepasst werden:
Boosts ersetzen die im Vorgängerspiel eingeführten „Burn Cards“. Es sind taktische Fähigkeiten, die die Kampfeffizienz der Spieler verbessern. Jeder Boost hat seine eigene spezifische Zugriffsanforderung. Zecken, also Sprengminen, die beispielsweise Feinden folgen, benötigen 65 % des gefüllten Titanmeters. Verstärkte Waffen, bei denen Spieler mit ihren Schusswaffen mehr Schaden anrichten, benötigen 80 %. Die Spieler müssen vor Spielbeginn entscheiden, welchen Boost sie verwenden werden; sie können ihren Boost während des Spiels nicht wechseln.

### Mehrspieler-Modi
Titanfall 2 bietet zum Zeitpunkt mehrere Mehrspieler-Modi. Zu diesen Modi gehören:
- Attrition / Materialschlacht: Dies ist der Hauptspielmodus in Titanfall 2. Er ist im „Team-Deathmatch“-Stil gehalten und Spieler können Titanen beschwören. Punkte werden dem Team eines Spielers gutgeschrieben, wenn er einen anderen Spieler oder einen KI-gesteuerten Grunt tötet. Letztere spawnen in Wellen und sind einfacher zu töten, weshalb entsprechend weniger Punkte für Grunt-Kills gutgeschrieben werden. Wenn ein Team genügend Punkte verdient, endet das Spiel nicht direkt, sondern geht in den „Epilog“ über: Der Respawn ist für alle Spieler deaktiviert. Die verlierende Mannschaft muss die Evakuierungszone erreichen und entkommen, während die gewinnende Mannschaft alle Gegner eliminieren muss.
- Amped Hardpoint / Verstärkter Hardpoint (VHP): In diesem „Domination“-Modus erhalten Teams Punkte, wenn sie Kontrollpunkte für einen längeren Zeitraum halten können. Das Team, das mehr Punkte sammelt, gewinnt.
- Bounty Hunt / Kopfgeldjagd: Spieler werden mit Geld belohnt, wenn sie Gegner oder KI-gesteuerte Grunts (Fußsoldaten) töten. Die Spieler müssen zu bestimmten Punkten zurückkehren, um das Geld einzuzahlen. Spieler können auch das Geld von Gegnern stehlen, indem sie sie töten. Das Team mit der höchsten Punktzahl gewinnt.
- Pilot vs. Pilot (PVP): Ein „Team Deathmatch“-Modus, bei dem keine Titanen angefordert werden können.
- Capture the Flag (CTF) / Flaggeneroberung: Alle Spieler haben das Ziel, die Flagge des Gegners zu erobern und zur Basis ihres Teams zu bringen, während sie gleichzeitig verhindern, dass Gegner die Flagge des eigenen Teams entwenden.
- Skirmish: Dieser Modus ist wie „Attrition“, aber es gibt keine KI-gesteuerten Grunts und der für den Phasenübergang erforderliche Wert ist niedriger.
- Last Titan Standing (LTS): Ein Standard-Team Deathmatch-Modus bei dem man jede Runde nur ein Leben hat und das Team gewinnt mit den meisten, noch lebenden Titans.
- Free for All: In diesem Modus haben die Spieler die Aufgabe, sich gegenseitig zu töten. Alle anderen Spieler werden als ihre Gegner markiert.
- Coliseum / Kolosseum: Dies ist ein Eins-gegen-Eins-Mehrspieler-Modus, bei dem der Spieler die Aufgabe hat, den anderen Spieler zu eliminieren. Spieler können über Coliseum-Tickets Zugang zu diesem Modus erhalten. Diese werden verdient, indem man andere Mehrspielermodi spielt, sie mit Credits kauft oder sie in Geschenken erhält, die gewährt werden, wenn der Spieler eine Fraktion aufwertet.[23]
- Titan Brawl (TB): Ein Standard-Team-Deathmatch-Modus, aber die Spieler spawnen mit ihren Titanen und können ihre Titanen nicht verlassen.
- Frontier Defense / Grenzlandverteidigung: Ein Player versus Environment (PvE) Mehrspieler-Modus, bei dem vier Spieler im Koop-Modus bis zu fünf Feindwellen abwehren müssen.

Das Matchmaking wurde ebenfalls verbessert, da das Spiel den Spielern automatisch hilft, nach Beendigung eines jeden Spiels ein neues Match zu finden. Das Spiel führt auch eine neue Funktion namens „Netzwerke“ ein, mit der die Spieler eine Gruppe bilden können, ähnlich wie in einer Gilde. Das Spiel gruppiert automatisch sowohl den Spieler als auch andere Mitglieder des Netzwerks in einem Spiel. Spieler können mehr als einem Netzwerk beitreten und im Spiel zwischen verbundenen Netzwerken wechseln. Jedes Netzwerk hat seine eigene „Happy Hour“. Wenn der Spieler das Spiel in diesem Zeitraum spielt, erhält er zusätzliche „Meriten“.

## Kampagne

### Ausgangssituation
Der Konflikt des Spiels spielt sich in der „The Frontier“ ab, einer Region mit Sternensystemen, die weit entfernt von den „Kernsystemen“ liegt, in denen sich die Erde befindet. Die Interstellar Manufacturing Corporation (IMC) und die Frontier Militia kämpfen um die Kontrolle der Grenzregion. Der IMC will die reichen Ressourcen der Grenzregion unabhängig von den Folgen für die planetarische Umwelt und die Zivilbevölkerung ausbeuten, während die Miliz für die Vertreibung des IMC und die Unabhängigkeit der Grenzregion kämpft. Nach der Schlacht von Demeter ist die Miliz in der Offensive und kämpft um Ressourcen und die Kontrolle über die Grenzplaneten. Obwohl die IMC durch mangelnde Verstärkungen der Kernsysteme aufgrund der Zerstörung der Betankungsanlage durch James MacAllan geschwächt wurde, ist sie immer noch eine dominante Kampftruppe, die versucht, die Miliz zu vertreiben und jeglichen Widerstand gegen ihre Kontrolle der Grenze zu leisten.
In der Einzelspielerkampagne übernimmt der Spieler die Kontrolle über Jack Cooper, einen Schützen der Grenzmiliz, der auf den außerirdischen Planeten Typhon geschickt wird, der sich dem Titan mit dem Namen BT-7274 seines ehemaligen Truppenkollegen anschließen muss, um einheimische außerirdische Kreaturen und menschliche Feinde des IMC zu bekämpfen.

### Handlung
Jack Cooper ist Infanterist bei der Miliz mit dem Ziel, Titan-Pilot zu werden. Dazu erhält er inoffiziell eine Ausbildung von Captain Tai Lastimosa, um sich auf eine entsprechende Bewerbung vorzubereiten. Cooper trainiert in Simulationskapseln die Bewegungen und Kampffähigkeiten, die ein Pilot benötigt. Cooper und Lastimosa sind Angehörige einer Kampftruppe, die den von der IMC gehaltenen Planeten Typhon angreift. Zu Beginn der Schlacht verwundet eine Gruppe von Söldnern, die von Kuben Blisk angeführt wird und im Auftrag des IMC agiert, Lastimosa tödlich und setzen dessen Titan der Vanguard-Klasse, BT-7274, außer Gefecht. Lastimosa überträgt die Kontrolle über BT an Cooper. BT erklärt, dass Cooper auch die Mission von Lastimosa, Special Operation 217, übernommen hat: das Rendezvous mit Major Anderson und die Unterstützung bei der Erfüllung ihres ursprünglichen Auftrags. Andersons letzte bekannte Position ist in einem IMC-Labor. BT und Cooper sind gezwungen, einen Umweg durch eine Produktionsstätte zu machen, wo sie überfallen und getrennt werden. Cooper kämpft sich allein durch die Fabrik, bis er in einer Kampfsimulation gefangen ist, die von dem Söldner Ash durchgeführt wird, der gefangene Milizsoldaten als Testpersonen benutzt, um die Leistungsfähigkeit von IMC-Maschineneinheiten zu testen. Cooper entkommt, und nachdem er wieder mit BT vereint wurde, besiegt er Ash.
BT und Cooper fahren weiter zum IMC-Labor, nur um es zerstört vorzufinden, und Leichen, die aufgrund von Zeitreiseverzerrungen künstlich gealtert wurden. Anderson ist anwesend, aber auch an einem Zeitreise-Unfall gestorben. Cooper erfährt, dass Anderson Informationen über ein neues IMC-Gerät, die „Faltwaffe“, sammelte, das die Zeitverschiebungstechnologie nutzt, um ganze Planeten zu zerstören. Der Planet Harmony, der der Heimatplanet von Lastimosa ist und das Hauptquartier der Miliz beherbergt, wird als erstes Ziel ausgewählt. Glücklicherweise ist die Faltwaffe für die Miliz auf eine Energiequelle angewiesen, die als „Lade“ bekannt ist. Cooper und BT entführen ein IMC-Kommunikationsarray und senden ein Signal an die Milizflotte. Die Übertragung enthält Sensordaten über die elektromagnetische Signatur der Lade, damit die Miliz sie finden und erfassen kann.
Nach Erhalt der Übertragung führt die militärische Einheit der Miliz, das Marodeur-Korps, einen Angriff auf die von der IMC gehaltene Anlage, in der die Lade aufbewahrt wird. Die Miliz kommt zu spät, um zu verhindern, dass sie auf einen IMC-Transporter verladen wird, und jagt diesen mit entführten IMC-Schiffen. Der Söldner Viper tötet fast BT und Cooper, indem er sie aus ihrem Transport wirft, aber der freiberufliche Pilot Barker rettet sie, indem er sie mit seinem Dropship erwischt. Cooper gruppiert sich mit einer freundlichen Söldnergruppe namens Six Four, und die Piloten sichern das IMC-Schiff, das den Draconis am nächsten liegt, den Transport mit der Lade. Barker lässt BT und Cooper fallen. Sie stellen sich mit Viper an, die nach einem kurzen Gefecht vom Himmel fällt. BT und Cooper versuchen, die Draconis zu besteigen, werden aber wieder von Viper unterbrochen. BT verliert im Kampf einen Arm, aber Cooper tötet Viper, indem er seinen freiliegenden Körper erschießt, nachdem die Luke seines Titan weggeblasen wurde.
Cooper und BT besteigen erfolgreich die Draconis mit der Lade und sichern sie, bevor das Raumschiff abstürzt. BT wird durch den Schaden in seinem Kampf mit Viper außer Gefecht gesetzt, und das Duo wird von Blisk und seinem Stellvertreter Slone gefangen genommen. BT übergibt die Lade, um Cooper zu retten, wird aber von Slone zerstört, weil er versucht hat, Cooper bei der Flucht zu helfen. BT gibt Cooper jedoch seinen Datenkern, bevor er stirbt, und Cooper nutzt ihn, um BT wiederzubeleben, indem er ihn in ein Vanguard-Chassis installiert, das von Briggs bereitgestellt wird, nachdem er aus der Gefangenschaft entkommen ist. Wiedervereinigt kämpfen sich Cooper und BT den Weg zur Basis, wo die Faltwaffe für den Einsatz gegen Harmony vorbereitet wird. Sie töten Slone und verdienen Blisk's Respekt; Blisk verschont Cooper, weil der IMC nie das Töten von ihm in seinem Vertrag beinhaltet und er nicht kostenlos arbeitet. Er bietet Cooper einen Platz in den Apex Predators an, bevor er abreist. BT und Cooper starten dann in den Überbau der Faltwaffen, wo die Lade bereits installiert ist. BT wirft Cooper frei, bevor er sich opfert und zerstört die Lade, die Faltwaffe und den Planetenkomplex.
Das Spiel endet mit einem Monolog von Cooper, in dem es darum geht, seinen Status als Pilot zu bestätigen und in das Marodeur Corps aufgenommen zu werden, sowie über seine Erfahrungen mit BT zu sprechen. Die neuronale Titan-Verbindung zu Coopers Helm blinkt mit der Nachricht „Jack?“, die in Binärform kodiert ist.

### Missionen
Insgesamt gibt es neun Missionen, wobei der „Piloten-Parkour“ lediglich ein Tutorial ist.
| # | Name                | Englisch             | Beschreibung                      |
| - | ------------------- | -------------------- | --------------------------------- |
| 1 | Der Piloten-Parkour | The Pilot's Gauntlet | Trainings-Mission                 |
| 2 | BT-7274             | BT-7274              | Schlucht-Level                    |
| 3 | Blut und Rost       | Blood and Rust       | Giftschlamm-Kanalisation          |
| 4 | In den Abgrund      | Into the Abyss       | Montagestraße für Häuser          |
| 5 | Wirkung und Ursache | Effect and Cause     | Innenlevel mit Zeitsprungfunktion |
| 6 | Der Sender          | The Beacon           | Außenlevel                        |
| 7 | Feuerprobe          | Trial By Fire        | Titanen Boss-Kampf                |
| 8 | Die Lade            | The Ark              | Kampf auf fliegenden Raumschiffen |
| 9 | Die Faltwaffe       | The Fold Weapon      | Finale Mission                    |

## Entwicklung
Das von Vince Zampella gegründete Entwicklerstudio Respawn Entertainment und ein Team von neunzig Mitarbeitern entwickelten das Spiel. Titanfalls ursprünglicher Regisseur, Steve Fukuda, Produzent Drew McCoy und Komponist Stephen Barton kehrten für die Fortsetzung zurück. Die Entwicklung des Titels begann Mitte 2014 und dauerte zwei Jahre. Der Publisher Electronic Arts leistete Finanzierungs- und Marketingunterstützung. Die Entwicklung des Spiels wurde am 29. September 2016 abgeschlossen, wobei Respawn bestätigte, dass es für Gold erklärt wurde, was darauf hindeutet, dass es auf Vervielfältigung und Veröffentlichung vorbereitet wurde.

### Einzelspieler
Trotz großer Anfangsumsätze hatte Titanfall nur ein geringes Engagement seiner Spieler nach der Veröffentlichung. Fukuda führte die schwindende Community hauptsächlich auf das Fehlen einer Einzelspielerkampagne zurück. Nach Aussage von Zampella sollte die Einführung einer Einzelspieler-Kampagne die Spielerbasis erweitern, und McCoy glaubte, dass dies das Gesamtpaket vervollständigen könnte.
Die Kampagne sollte sich konzeptionell von anderen Ego-Shootern, insbesondere Call of Duty, unterscheiden. Dies erwies sich als Herausforderung, da viele von ihnen vor ihrer Anstellung bei Respawn bei Infinity Ward, dem Entwickler von Call of Duty, gearbeitet hatten und daran gewöhnt waren, Kampagnen in diesem Stil zu machen. Laut McCoy versuchte das Team zunächst, alle Spielmechaniken des ersten Titanfall in die Kampagne zu übernehmen, was jedoch nicht funktionierte. Deshalb entschied sich das Team, viele Game Jams im Studio zu veranstalten, wo es den Teammitgliedern freistand, neue Designs zu entwickeln und mit Technologien zu experimentieren, die nur wenige Einschränkungen enthalten, außer der Einhaltung der bestehenden Mechanik von Titanfall. Das Entwicklerteam sollte sich nicht an Designkonventionen traditioneller Shooter-Kampagnen halten. Die Teammitglieder sollten dafür Prototypen entwickeln, die anschließend zu einer kohärenten Kampagne zusammengefügt wurden. Diese Prototypen wurden intern als „Action Blocks“ bezeichnet. Sie erlaubten es dem Team, „Ideen nach Ideen“ im gesamten Spiel einzuführen, da diese Blöcke oft unabhängig voneinander waren und einzigartige Spielfunktionen hatten. Zum Beispiel würden die Spieler in einem Level zeitreisen und im nächsten Level Titanen angreifen. Diese Blöcke ermöglichten es dem Team, neue Ideen zu entwickeln und die Struktur der gesamten Kampagne auszuarbeiten. Intern wurde das Konzept „211“ genannt, da jeder Action Block aus zwei Teilen bestand, die den Pilotenkampf betrafen, einem Teil, der die Pilotenbewegung und das Lösen von Rätseln betraf, und einem Teil, in dem mit Titanen gekämpft wird.
Der „Action Block“-Konzept bedeutete, dass das Gameplay von Titanfall 2 vor der Story entwickelt wurde. Das Team wollte das Spiel ähnlich der Half-Life-Serie gestalten, bei der ein Mysterium im Mittelpunkt der Geschichte steht und den Spieler dazu anregt, die Spielewelt weiter zu erforschen und die Kampagne zu beenden. Portal beeinflusste auch das Design des Spiels. Wesentliches Merkmal der Kampagne sind die Dialoge und Interaktionen zwischen Cooper und seinem Titan BT-7274. Fukuda beschrieb es als eine „Buddy“-Geschichte, inspiriert von Buddy-Cop-Filmen wie der Lethal Weapon- (1987–1998, 4 Folgen) oder Beverly-Hills-Cop-Serien (1984–1994, 3 Folgen) sowie dem Anime Suisei no Gargantia. „BT“ ist die Abkürzung (Initialwort) für „Buddy Titan“. Das Entwicklerteam hasste diesen Begriff, doch Fukuda bestand auf seine Verwendung. Um die Chemie zwischen dem Duo zu intensivieren, haben die beiden Charaktere unterschiedliche Persönlichkeiten: Jack ist begeistert, während BT roboterhaft und ruhig ist. Cooper war für das Team schwer zu schreiben, da seine Persönlichkeit möglicherweise nicht mit den Entscheidungen der Spieler oder der Vision für den Charakter übereinstimmt. Während das Team absichtlich vermied, BT ähnlich wie Charaktere wie Optimus Prime oder niedliche Roboter wie WALL·E zu entwickeln, fiel es ihnen schwer, die Persönlichkeit von BT zu schreiben, da sie ein Gleichgewicht finden mussten, um es „zu einem liebenswerten Partner und einer 20 Fuß großen Kriegsmaschine“ zu machen. Frühe Entwürfe der BT-Skripte wurden als zu „rechthaberisch“ angesehen, und fünf Autoren brauchten fünf Monate, um sie zu überarbeiten. Um BT menschlicher zu machen, entwarf das Team ein großes emotionales Auge, so dass die Spieler wissen, wohin der Titan schaut, und ein kleines Paar Roboterarme, die es ihm ermöglichen, mit anderen Charakteren auf eine natürlichere Weise zu interagieren. Die Vorderseite von BT ist mit farbigen Farben gefüllt, die die Spieler über die Kopfbewegung des Titan informieren. Das Team fügte eine Designwahl hinzu, mit der die Spieler mit BT kommunizieren konnten, so dass die Spieler sich mit dem Titan verbinden konnten, ohne eine Zwischensequenz („Cutscene“) zu verwenden. Dies verbessert die Immersion des Spiels, obwohl einige Mitarbeiter die Entscheidung in Frage stellten, da der Protagonist von Half-Life selber schweigt. Um den Spielern das Gefühl zu geben, dass Cooper und BT getrennte Einheiten sind, auch wenn sie den Titan kontrollieren, hat das Team einige kleine grafische Hinweise gegeben, die sie daran erinnern, dass BT weiterhin mit dem Spielercharakter spricht. Filme des japanischen Filmregisseurs Akira Kurosawa (1910–1998) und Cowboy-Rollen der Schauspieler Clint Eastwood und Sam Elliott inspirierten den Animateur Shawn Lee Wilson zur Entwicklung von BTs einzigartigem Aussehen und Ausdruck. Der Kampfhubschrauber AH-64 Apache und andere militärische Technologien inspirierten das Design von BT. Wilson erzeugte mittels Motion Capture die Bewegungsdaten der Titanen.

### Technologie
Das Spiel verwendete als Spiel-Engine eine stark modifizierte Version von Valves Source. Viele Verbesserungen wurden an der Engine vorgenommen, wie z. B. Physically Based Rendering (PBR), ein selbst entwickeltes Textur-Streaming-System, High Dynamic Range Rendering und Schärfentiefe. Das Team erweiterte auch die Audio-Engine durch Sound Occlusion und Nachhall. Laut John Haggerty, dem Senior Software Engineer, hatte sein Team für das Vorgängerspiel den ursprünglichen Valve-Code, der den Level-Fortschritt speichert und lädt, vollständig überarbeitet, da er für den reinen Mehrspielermodus nicht erforderlich war. Diesen Code für die Einzelspielerkampagne der Fortsetzung zu reparieren und wiederherzustellen, war eine große Herausforderung. Das Team entwickelte auch das Skripting grundlegend neu, welches den Designern ermöglicht, „Action Blocks“ zügig zu entwerfen. Die Künstliche Intelligenz des Spiels wurde deutlich verbessert, mit neuen Movesets und Verhaltensweisen für Piloten und Titanen sowohl im Einzelspieler- als auch im Mehrspieler-Modus. Da Titanfall 2 das erste Spiel war, das Respawn für die PlayStation 4 entwickelte, verbrachte das Entwicklungsteam viel Zeit und Mühe, um es auf Sonys Betriebssystem Orbis OS zu portieren. Ein Prototyp einer Virtual-Reality-Version des Spiels wurde programmiert, ging aber nie in Serie, da der Spieler laut Joe Emslie „auf seinen Controller kotzen“ würde.
Die Kampfanimation kann durch die Bewegung der Spieler unterbrochen werden, was ihnen mehr direkte Kontrolle gibt, anstatt auf das Ende der Animation zu warten. Die meisten Movesets der Titanfall-Piloten kehren in Titanfall 2 zurück, allerdings mit einigen leichten Modifikationen. Zum Beispiel fallen Spieler nicht mehr runter, wenn sie beim Wandlaufen die Decke erreichen. Bevor die Spieler mit dem Wandlauf beginnen, neigt sich auch die Kamera des Spiels leicht, so dass Spieler die Bewegung vorhersehen können.

## Vertrieb
Electronic Arts schätzte, im ersten Jahr der Veröffentlichung etwa neun bis zehn Millionen Einheiten zu verkaufen. Finanzanalysten prognostizierten jedoch, dass die Verkäufe des Spiels aufgrund der Entscheidung von EA, das Spiel Ende Oktober, also in der Zeit zwischen dem Start von EAs eigenem Battlefield 1 und Activisions Call of Duty: Infinite Warfare, zu veröffentlichen, erheblich enttäuschen würden. Trotzdem äußerte EA keine Bedenken über das Release-Fenster, da sie der Meinung waren, dass sich die Spielerbasis von Battlefield 1 und Titanfall 2 nicht überschneiden.
Das Spiel war in der Woche seiner Veröffentlichung das viertbeste Verkaufsschlager in Großbritannien, hinter Battlefield 1, dem Rollenspiel The Elder Scrolls V: Skyrim – Special Edition und FIFA 17. Die Verkäufe in der ersten Woche erreichten nur ein Viertel der Verkäufe von Titanfall, obwohl Titanfall 2 ein Multiplattform-Release ist. Auch die digitalen Verkäufe des Spiels gingen zurück und erreichten nur ein Viertel der Verkäufe seines Vorgängers. Nach Angaben der NPD Group war das Spiel im Oktober 2016 das neunthäufigste meistverkaufte Spiel und im November 2016 das fünfthäufigste Spiel. In ihrem Gewinnaufruf für das dritte Quartal des Geschäftsjahres 2017 erklärte EA, dass die Umsätze des Spiels unter den Erwartungen lagen. Nach Aussage von EAs COO und Chief Financial Officer (CFO) Blake Jorgensen war das Unternehmen mit den positiven Bewertungen des Spiels zufrieden und erwartete, dass es bis ins nächste Geschäftsjahr hinein starke Umsätze erzielen würde. Laut Zampella verkaufte sich Titanfall 2 gut und war erfolgreich, aber es hätte besser verkauft werden können. Im Januar 2017 schätzte das Finanzunternehmen Morgan Stanley die Verkaufszahlen des Spiels auf 4 Millionen Einheiten.

### Auszeichnungen
| Jahr | Preis                                  | Kategorie                                                    | Ergebnis  | Ref           |
| ---- | -------------------------------------- | ------------------------------------------------------------ | --------- | ------------- |
| 2016 | Game Critics Awards 2016               | Best of Show                                                 | nominiert | [ 48 ] [ 49 ] |
| 2016 | Game Critics Awards 2016               | Best Action Game                                             | nominiert | [ 48 ] [ 49 ] |
| 2016 | Game Critics Awards 2016               | Best Online Multiplayer                                      | gewonnen  | [ 48 ] [ 49 ] |
| 2016 | Golden Joystick Awards 2016            | Critics' Choice                                              | gewonnen  | [ 50 ]        |
| 2016 | The Game Awards 2016                   | Game of the Year                                             | nominiert | [ 51 ] [ 52 ] |
| 2016 | The Game Awards 2016                   | Best Game Direction                                          | nominiert | [ 51 ] [ 52 ] |
| 2016 | The Game Awards 2016                   | Best Multiplayer                                             | nominiert | [ 51 ] [ 52 ] |
| 2016 | The Game Awards 2016                   | Best Action Game                                             | nominiert | [ 51 ] [ 52 ] |
| 2017 | Annie Award                            | Outstanding Achievement, Character Animation in a Video Game | nominiert | [ 53 ]        |
| 2017 | DICE Awards 2017                       | Outstanding Achievement in Original Music Composition        | nominiert | [ 54 ]        |
| 2017 | DICE Awards 2017                       | Outstanding Technical Achievement                            | nominiert | [ 54 ]        |
| 2017 | DICE Awards 2017                       | Action Game of the Year                                      | nominiert | [ 54 ]        |
| 2017 | DICE Awards 2017                       | Outstanding Achievement in Online Gameplay                   | nominiert | [ 54 ]        |
| 2017 | SXSW Gaming Awards 2017                | Video Game of the Year                                       | nominiert | [ 55 ]        |
| 2017 | SXSW Gaming Awards 2017                | Most Memorable Character (for BT-7274)                       | nominiert | [ 55 ]        |
| 2017 | SXSW Gaming Awards 2017                | Excellence in Multiplayer                                    | nominiert | [ 55 ]        |
| 2017 | SXSW Gaming Awards 2017                | Excellence in Visual Achievement                             | nominiert | [ 55 ]        |
| 2017 | SXSW Gaming Awards 2017                | Excellence in SFX                                            | nominiert | [ 55 ]        |
| 2017 | 13. British Academy Video Games Awards | Best Game                                                    | nominiert | [ 56 ]        |
| 2017 | 13. British Academy Video Games Awards | Game Design                                                  | nominiert | [ 56 ]        |
| 2017 | 13. British Academy Video Games Awards | Multiplayer                                                  | nominiert | [ 56 ]        |

Die Spielezeitschrift GamePro vergab einen Award für das Spieldesign. Auf der Electronic Entertainment Expo (E3) wurde es mit dem offiziellen Game Critics' Award als bestes Online-Multiplayer-Spiel ausgezeichnet. Die Videospiel-Website „GamesRadar+“ kürte es zum „Spiel des Jahres“, während das britische Computerspielmagazin PC Gamer es zum „Shooter des Jahres“ wählte.

## Rezeption
Titanfall 2 erhielt „allgemein positive“ Bewertungen, so das Ergebnis des Review-Aggregators Metacritic.
Die Handlung des Spiels erhielt gemischte Kritiken. Nic Rowen vom Videospiel-Blog Destructoid fand, dass es eine wenig überraschende und zu kurze Sci-Fi-Handlung hätte. Er war enttäuscht über die nur fünfstündige Dauer der Kampagne und stellte fest, dass es dem emotionalen Kern der Geschichte an Entwicklung mangelt. Javy Gwaltney vom US-amerikanischen Videospielemagazin Game Informer verglich die Handlung mit einer „Buddy-Comedy“ und merkte positiv an, dass BT ein interessanter Charakter sei.
Peter Paras von Game Revolution lobte die interessante Geschichte, obwohl er das Gefühl hatte, dass die neun Kapitel umfassende Geschichte zu kurz sei. Er mochte die Persönlichkeit von BT und nannte sie eine „geradlinige ‚Ich nehme, was du sagst, wörtlich‘ denkende Maschine“. Er merkte an, dass die Interaktionen mit dem Titan erfolgreich mehr Kontext in die Spielwelt und -umgebung bringe.
Jon Denton von Eurogamer lobte den Charakter von BT und sagte, dass seine Zeilen geschickt formuliert seien. Mike Mahardy von GameSpot war der Meinung, dass die Geschichte schlecht erzählt sei und abrupt ende. Arthur Gies von der US-amerikanischen Computerspielewebsite Polygon hielt die Erzählung für unterdurchschnittlich, mit mittelmäßiger Synchronisation, „kitschigen Namen“ für Charaktere und unzureichendem Kontext für die Spieler, um sich wirklich an die Geschichte zu erinnern.
Das Gameplay von Titanfall 2 wurde von der Kritik gelobt. Nic Rowen beschrieb es als „hektisch und berauschend“ und sagte, dass das flüssige Gameplay die Qualität der Einzelspieler-Kampagne weiter verbessert habe. Gwaltney teilte ähnliche Gedanken und sagte, dass es befriedigend sei, egal wie die Spieler sich einer Mission, einem Kampf oder einer Tarnung näherten. Darüber hinaus empfand er die Kontrolle des Titan als eine interessante Erfahrung, die den Videospielen MechWarrior und Star Fox ähnelt. Mahardy war auch der Meinung, dass die Bewegungssteuerung der Spieler „belebend“ sei. Ihm gefiel der Titan-Kampf besser, weil er oft „David versus Goliath“-Szenarien biete. Mahardy beschrieb das Spiel als eines für „mitdenkende“ Schützen, da Spieler taktisch denken müssten, statt einfach nur gute Reflexe zu haben. David Houghton von GamesRadar lobte die Steuerungs- und Bewegungsmöglichkeiten des Spiels, um viele scheinbar spielerische Hindernisse und Barrieren in Manipulationsmöglichkeiten für die Spieler zu verwandeln. Chris Thursten von PC Gamer lobte die Vielfalt der Waffen und deren Sounds sowie die „brillante“ Bewegungsfreiheit.

„Packende und abwechslungsreiche Multiplayer-Gefechte und eine spielerisch großartige Kampagne – ein echter Titan unter den Shootern.“

„Obgleich die Kampagne recht schnell durchgespielt ist und durchaus mit einigen nervigen Elementen zu kämpfen hat, hatte ich viel Spaß. Fast jeder Level verfügt über eine die Mission bestimmende Gameplay-Mechanik, die für viel Abwechslung sorgt – allen voran das Zeitreise-Feature, aber auch die Level-Fabrik oder eine Titanen-Materialschlacht gegen Ende des Spiels. Das Parcours-Gameplay sowie der Titan als Spielelement machen im Spielverlauf ebenfalls Sinn. Da fällt es mir leichter, über einige stupide Shooter-Abschnitte, die völlig uninteressante Geschichte, die maue Technik und andere Fehlerchen hinwegzusehen.“

„Unterm Strich ist Titanfall 2 trotz der hohen Qualität kein Muss. Insbesondere den Fans von Multiplayermatches bietet es im Vergleich etwa zu Battlefield 1 einfach zu wenig. Aber wer die Gelegenheit hat, die erstklassige – leider kurze – Kampagne zu spielen, sollte dem Kampf der Titanen durchaus eine Chance geben.“

### Wertungen
- Christian Jacob: Titanfall 2 – Test Vergiss BF oder CoD. In: Brett & Pad. 6. November 2016 (Wertung: 9,2/10).
- Philipp Stoklassa: Titanfall 2. In: spieletest.at, 14. November 2016. (Wertung: 9/10)
- Christoph Engels: Titanfall 2 im Test – Ein Unicorn unter Egoshootern. In: Gaming Nerd. 11. November 2016. (Wertung: 92 %)
- Alexander Bohn-Elias: Titanfall 2 – Test. In: Eurogamer. 1. November 2016. (Wertung: herausragend)

### Video
- Bryonato: World Record • Titanfall 2 • Speedrun in 1:19:11 auf YouTube, 8. Juli 2020. (Video; 85 min)